# Gao Fang
Dans ce nom chinois, le nom de famille, Gao, précède le nom personnel.
Pour les articles homonymes, voir Gao.
Gao Fang (chinois : 高 芳), née le 6 mars 1988 à Hancheng, est une athlète handisport chinoise, concourant dans la catégorie T53 pour les athlètes en fauteuil roulant.

## Jeunesse
Victime de la poliomyélite, elle perd l'usage de ses jambes à l'âge de un an.

## Carrière
Après le titre mondial en 2019, elle remporte l'or olympique sur le 100 m T53 lors des Jeux de 2020.

## Palmarès
| Date | Compétition           | Lieu         | Place | Course   | Temps           |
| ---- | --------------------- | ------------ | ----- | -------- | --------------- |
| 2011 | Championnats du monde | Christchurch | 7e    | 100 m    | 18 s 14         |
| 2011 | Championnats du monde | Christchurch | 7e    | 200 m    | 32 s 22         |
| 2019 | Championnats du monde | Dubaï        | 1re   | 100 m    | 16 s 26         |
| 2019 | Championnats du monde | Dubaï        | 4e    | 400 m    | 58 s 93         |
| 2019 | Championnats du monde | Dubaï        | 5e    | 800 m    | 1 min 55 s 66   |
| 2021 | Jeux paralympiques    | Tokyo        | 1re   | 100 m    | 16 s 29         |
| 2021 | Jeux paralympiques    | Tokyo        | 5e    | 400 m    | 57 s 81         |
| 2021 | Jeux paralympiques    | Tokyo        | 16e   | marathon | 2 h 14 min 34 s |